# Athripsodes sewangensis
Athripsodes sewangensis là một loài Trichoptera trong họ Leptoceridae. Chúng phân bố ở miền Cổ bắc.